# Luke's Preparedness Preparations
Luke's Preparedness Preparations é um curta-metragem norte-americano de 1916, do gênero comédia, estrelado por Harold Lloyd.

## Elenco
- Harold Lloyd - Lonesome Luke
- Snub Pollard
- Bebe Daniels

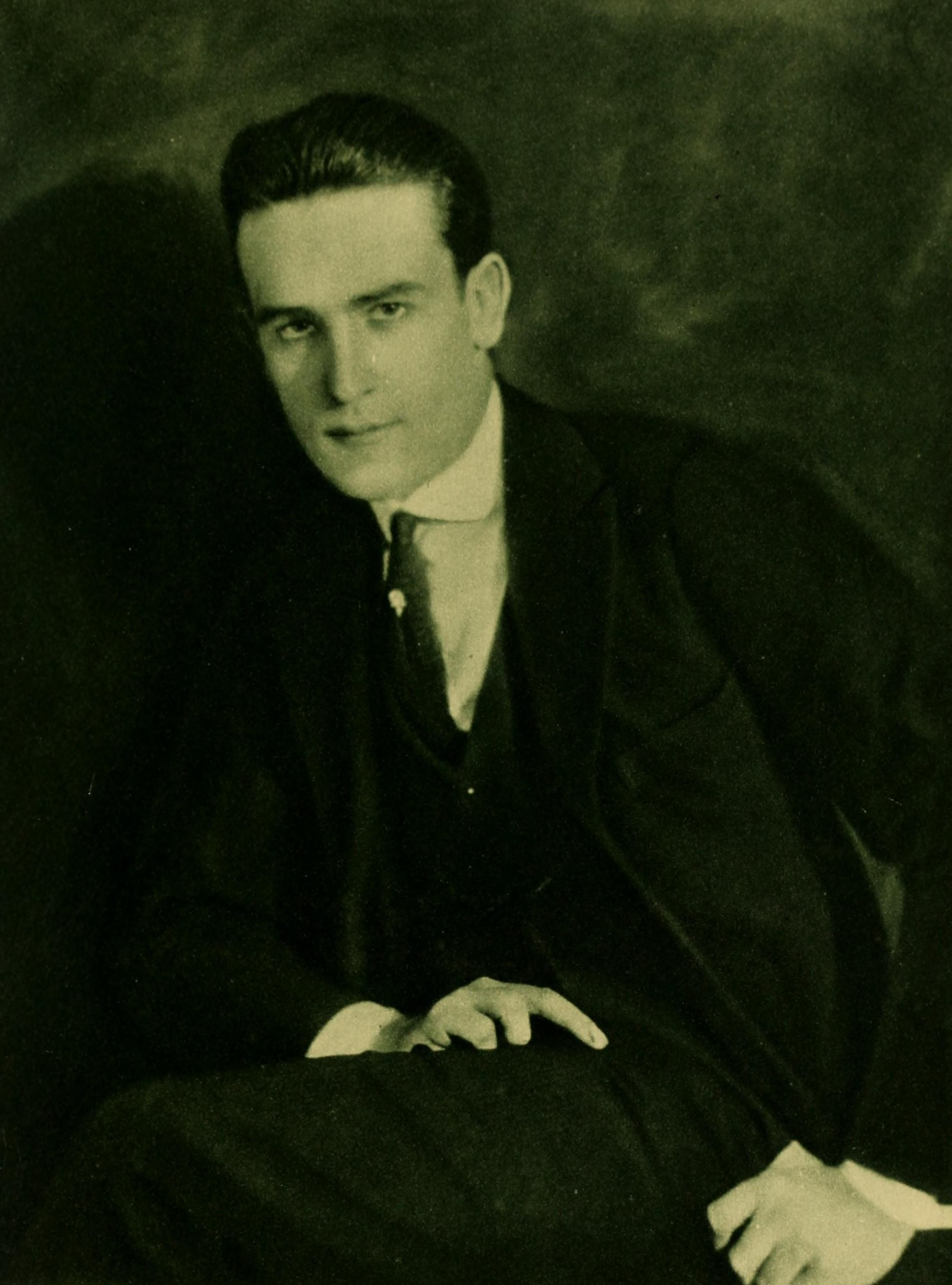
Harold Lloyd

- Charles Stevenson - (como Charles E. Stevenson)
- Billy Fay
- Fred C. Newmeyer
- Sammy Brooks
- Harry Todd
- Bud Jamison
- Margaret Joslin - (como Mrs. Harry Todd)
- Ed Nettle
- Mary Henderson
- Zetta Robson
- Wilma Morris - (como Miss Morris)
- Earl Mohan